# Hermann Obrecht
Hermann Obrecht (Grenchen, 26 marzo 1882 – Berna, 21 agosto 1940) è stato un politico svizzero, Consigliere federale dal 4 aprile 1935 al 31 luglio 1940.

## Biografia
Dopo aver conseguito la patente di docente di scuola elementare a Soletta, nel 1904 lavorò presso la segreteria del Dipartimento delle finanze del Canton Soletta. Tra il 1909 e il 1917 fu parte del Consiglio di Stato solettese, dopodiché entrò nel Gran Consiglio del Canton Soletta (1917-1933) e nel Consiglio nazionale (1917-1928).
Terminata l'esperienza al Consiglio nazionale, Obrecht fu membro del consiglio d'amministrazione di varie compagnie, tra cui la Società di Banca Svizzera (SBS), antenata dell'attuale UBS, nonché presidente della Allgemeine Schweizerische Uhrenindustrie AG (ASUAG), precursore di Swatch. La sua permanenza nel consiglio d'amministrazione della Waffenfabrik Solothurn AG, la cui partecipazione era prevalentemente tedesca, fu oggetto di controversie nel Partito Liberale Radicale, di cui era membro.
Nel 1935 fu eletto al Consiglio federale al primo scrutinio con 125 voti su 213, sostituendo il dimissionario Edmund Schulthess, da cui ereditò il Dipartimento dell'economia pubblica. Durante il suo mandato, attuò politiche di svalutazione del franco svizzero, di lotta alla disoccupazione, di compensazione dei militari in servizio, e di creazione di un'economia di guerra. Il 16 aprile 1939, a Basilea, a seguito dell'Anschluss e della Conferenza di Monaco, Obrecht tenne un discorso che fu interpretato come un monito contro i pericoli del nazionalsocialismo. Morì il 21 agosto 1940, tre settimane dopo le sue dimissioni dal Consiglio federale, avvenute per motivi di salute.

## Vita privata
Nel 1907 sposò Lina Emch, da cui ebbe un figlio, Karl.